# Clube de Desportos da Costa do Sol
Der Clube de Desportos da Costa do Sol, oft nur kurz Costa do Sol genannt, ist ein Sportverein aus Maputo, der Hauptstadt von Mosambik. Der Club wurde 1955 in Anlehnung an den Lissabonner Verein Benfica unter dem Namen Sport Lourenço Marques e Benfica  gegründet und erhielt seinen heutigen Namen 1978.
Aufgrund der seit dem Namenswechsel gelben Trikots werden der Verein und seine Mitglieder auch gerne Canarinhos, Kanarienvögelchen, genannt. Costa do Sol gewann seine erste mosambikanische Meisterschaft 1979. Bis 2007 folgten sieben weitere Meisterschaften und zehn Erfolge im Pokalwettbewerb.
Außer Fußball gibt es im Verein, der im nördlichen Stadtteil Polana Caniço beheimatet ist, noch Abteilungen für Rollhockey, Handball, Leichtathletik, Schwimmen, Volleyball und Basketball. Der Verein gewann auch in diesen Sportarten zahlreiche Titel.

## Erfolge

### Fußball
- Mosambikanische Meisterschaft: (10) 1979, 1980, 1991, 1992, 1993, 1994, 2000, 2001, 2007, 2019.[2]
- Mosambikanischer Pokalsieger: (10) 1980, 1983, 1988, 1992, 1995, 1998, 1999, 2000, 2002, 2007.
- Ehrenpokal von Maputo: 2001, 2009.

### Rollhockey
- Mosambikanische Meisterschaft: 1978, 1979, 1980, 1981, 1982, 1983, 1984.

## Statistik in den CAF Wettbewerben
- CAF Champions League: 11-mal

1980: Erste Runde
1981: Zweite Runde
1992: Zweite Runde
1993: Zweite Runde
1994: Zweite Runde
1995: Erste Runde
1999: Erste Runde
2001: Erste Runde
2002: Gruppenphase
2008: Vorrunde
2008: Erste Runde
- CAF Confederation Cup: einmal

2010: Erste Runde
- African Cup Winners’ Cup: 6-mal

1984: Erste Runde
1989: Zweite Runde
1996: Viertelfinale
1998: Viertelfinale
2000: Erste Runde
2003: Zweite Runde